# Faza eliminatorie UEFA Europa League 2011-2012
Faza eliminatorie UEFA Europa League 2011-2012 a început pe 14 februarie 2012 cu șaisprezecimile și se va termina pe 9 mai 2012 cu finala de pe Arena Națională din București, România.

## Tragerile la sorți
Toate tragerile la sorți au avut loc la sediul UEFA din Nyon, Elveția.
| Runda         | Tragera la sorți        | Tur                                      | Retur                                    |
| ------------- | ----------------------- | ---------------------------------------- | ---------------------------------------- |
| Șaisprezecimi | 16 decembrie 2011 13:00 | 16 februarie 2012                        | 23 februarie 2012                        |
| Optimi        | 16 decembrie 2011 13:00 | 8 martie 2012                            | 15 martie 2012                           |
| Sferturi      | 16 martie 2012 13:00    | 29 martie 2012                           | 5 aprilie 2012                           |
| Semifinale    | 16 martie 2012 13:00    | 19 aprilie 2012                          | 26 aprilie 2012                          |
| Finala        | 16 martie 2012 13:00    | 9 May 2012 at Arena Națională, București | 9 May 2012 at Arena Națională, București |

## Echipe calificate
| Key to colours   |
| ---------------- |
| Capii de serie   |
| Restul echipelor |

| Grupa | Locul I          | Locul II          |
| ----- | ---------------- | ----------------- |
| A     | PAOK             | Rubin Kazan       |
| B     | Standard Liège   | Hannover 96       |
| C     | PSV Eindhoven    | Legia Varșovia    |
| D     | Sporting CP      | Lazio             |
| E     | Beșiktaș         | Stoke City        |
| F     | Athletic Bilbao  | Red Bull Salzburg |
| G     | Metalist Kharkiv | AZ                |
| H     | Club Brugge      | Braga             |
| I     | Atlético Madrid  | Udinese           |
| J     | Schalke 04       | Steaua București  |
| K     | Twente           | Wisła Kraków      |
| L     | Anderlecht       | Lokomotiv Moscova |

| Faza grupelor Ligii Campionilor 2011-2012 third-placed teams | Faza grupelor Ligii Campionilor 2011-2012 third-placed teams | Faza grupelor Ligii Campionilor 2011-2012 third-placed teams | Faza grupelor Ligii Campionilor 2011-2012 third-placed teams | Faza grupelor Ligii Campionilor 2011-2012 third-placed teams | Faza grupelor Ligii Campionilor 2011-2012 third-placed teams | Faza grupelor Ligii Campionilor 2011-2012 third-placed teams | Faza grupelor Ligii Campionilor 2011-2012 third-placed teams | Faza grupelor Ligii Campionilor 2011-2012 third-placed teams | Faza grupelor Ligii Campionilor 2011-2012 third-placed teams |
| Grupa                                                        | Echipa                                                       | M                                                            | V                                                            | E                                                            | Î                                                            | GM                                                           | GP                                                           | G                                                            | Pct                                                          |
| ------------------------------------------------------------ | ------------------------------------------------------------ | ------------------------------------------------------------ | ------------------------------------------------------------ | ------------------------------------------------------------ | ------------------------------------------------------------ | ------------------------------------------------------------ | ------------------------------------------------------------ | ------------------------------------------------------------ | ------------------------------------------------------------ |
| A                                                            | Manchester City                                              | 6                                                            | 3                                                            | 1                                                            | 2                                                            | 9                                                            | 6                                                            | +3                                                           | 10                                                           |
| C                                                            | Manchester United                                            | 6                                                            | 2                                                            | 3                                                            | 1                                                            | 11                                                           | 8                                                            | +3                                                           | 9                                                            |
| F                                                            | Olympiacos                                                   | 6                                                            | 3                                                            | 0                                                            | 3                                                            | 8                                                            | 6                                                            | +2                                                           | 9                                                            |
| E                                                            | Valencia                                                     | 6                                                            | 2                                                            | 2                                                            | 2                                                            | 12                                                           | 7                                                            | +5                                                           | 8                                                            |
| G                                                            | Porto                                                        | 6                                                            | 2                                                            | 2                                                            | 2                                                            | 7                                                            | 7                                                            | 0                                                            | 8                                                            |
| D                                                            | Ajax                                                         | 6                                                            | 2                                                            | 2                                                            | 2                                                            | 6                                                            | 6                                                            | 0                                                            | 8                                                            |
| B                                                            | Trabzonspor                                                  | 6                                                            | 1                                                            | 4                                                            | 1                                                            | 3                                                            | 5                                                            | −2                                                           | 7                                                            |
| H                                                            | Viktoria Plzeň                                               | 6                                                            | 1                                                            | 2                                                            | 3                                                            | 4                                                            | 11                                                           | −7                                                           | 5                                                            |

## Tablou
| Șaisprezecimi       | Șaisprezecimi | Șaisprezecimi | Șaisprezecimi |  |                 | Optimi               | Optimi | Optimi | Optimi |  |  | Sferturi         | Sferturi | Sferturi | Sferturi |  |  | Semifinale      | Semifinale | Semifinale | Semifinale |  |  | Finala          | Finala |
|                     |               |               |               |  |                 |                      |        |        |        |  |  |                  |          |          |          |  |  |                 |            |            |            |  |  |                 |        |
| Lazio               | 1             | 0             | 1             |  |                 |                      |        |        |        |  |  |                  |          |          |          |  |  |                 |            |            |            |  |  |                 |        |
| Atlético Madrid     | 3             | 1             | 4             |  |                 | Atlético Madrid      | 3      | 3      | 6      |  |  |                  |          |          |          |  |  |                 |            |            |            |  |  |                 |        |
| Braga               | 0             | 1             | 1             |  | Beșiktaș        | 1                    | 0      | 1      |        |  |  |                  |          |          |          |  |  |                 |            |            |            |  |  |                 |        |
| Beșiktaș            | 2             | 0             | 2             |  |                 |                      |        |        |        |  |  | Atlético Madrid  | 2        | 2        | 4        |  |  |                 |            |            |            |  |  |                 |        |
| Wisła Kraków        | 1             | 0             | 1             |  |                 |                      |        |        |        |  |  | Hannover 96      | 1        | 1        | 2        |  |  |                 |            |            |            |  |  |                 |        |
| Standard Liège (a)  | 1             | 0             | 1             |  |                 | Standard Liège       | 2      | 0      | 2      |  |  |                  |          |          |          |  |  |                 |            |            |            |  |  |                 |        |
| Hannover 96         | 2             | 1             | 3             |  | Hannover 96     | 2                    | 4      | 6      |        |  |  |                  |          |          |          |  |  |                 |            |            |            |  |  |                 |        |
| Club Brugge         | 1             | 0             | 1             |  |                 |                      |        |        |        |  |  |                  |          |          |          |  |  | Atlético Madrid | 4          | 1          | 5          |  |  |                 |        |
| AZ                  | 1             | 1             | 2             |  |                 |                      |        |        |        |  |  |                  |          |          |          |  |  | Valencia        | 2          | 0          | 2          |  |  |                 |        |
| Anderlecht          | 0             | 0             | 0             |  |                 | AZ                   | 2      | 1      | 3      |  |  |                  |          |          |          |  |  |                 |            |            |            |  |  |                 |        |
| Udinese             | 0             | 3             | 3             |  | Udinese         | 0                    | 2      | 2      |        |  |  |                  |          |          |          |  |  |                 |            |            |            |  |  |                 |        |
| PAOK                | 0             | 0             | 0             |  |                 |                      |        |        |        |  |  | AZ               | 2        | 0        | 2        |  |  |                 |            |            |            |  |  |                 |        |
| Stoke City          | 0             | 0             | 0             |  |                 |                      |        |        |        |  |  | Valencia         | 1        | 4        | 5        |  |  |                 |            |            |            |  |  |                 |        |
| Valencia            | 1             | 1             | 2             |  |                 | Valencia             | 4      | 1      | 5      |  |  |                  |          |          |          |  |  |                 |            |            |            |  |  |                 |        |
| Trabzonspor         | 1             | 1             | 2             |  | PSV Eindhoven   | 2                    | 1      | 3      |        |  |  |                  |          |          |          |  |  |                 |            |            |            |  |  |                 |        |
| PSV Eindhoven       | 2             | 4             | 6             |  |                 |                      |        |        |        |  |  |                  |          |          |          |  |  |                 |            |            |            |  |  | Atlético Madrid | 3      |
| Legia Varșovia      | 2             | 0             | 2             |  |                 |                      |        |        |        |  |  |                  |          |          |          |  |  |                 |            |            |            |  |  | Athletic Bilbao | 0      |
| Sporting CP         | 2             | 1             | 3             |  |                 | Sporting CP (a)      | 1      | 2      | 3      |  |  |                  |          |          |          |  |  |                 |            |            |            |  |  |                 |        |
| Porto               | 1             | 0             | 1             |  | Manchester City | 0                    | 3      | 3      |        |  |  |                  |          |          |          |  |  |                 |            |            |            |  |  |                 |        |
| Manchester City     | 2             | 4             | 6             |  |                 |                      |        |        |        |  |  | Sporting CP      | 2        | 1        | 3        |  |  |                 |            |            |            |  |  |                 |        |
| Red Bull Salzburg   | 0             | 1             | 1             |  |                 |                      |        |        |        |  |  | Metalist Kharkiv | 1        | 1        | 2        |  |  |                 |            |            |            |  |  |                 |        |
| Metalist Kharkiv    | 4             | 4             | 8             |  |                 | Metalist Kharkiv (a) | 0      | 2      | 2      |  |  |                  |          |          |          |  |  |                 |            |            |            |  |  |                 |        |
| Rubin Kazan         | 0             | 0             | 0             |  | Olympiacos      | 1                    | 1      | 2      |        |  |  |                  |          |          |          |  |  |                 |            |            |            |  |  |                 |        |
| Olympiacos          | 1             | 1             | 2             |  |                 |                      |        |        |        |  |  |                  |          |          |          |  |  | Sporting CP     | 2          | 1          | 3          |  |  |                 |        |
| Steaua București    | 0             | 0             | 0             |  |                 |                      |        |        |        |  |  |                  |          |          |          |  |  | Athletic Bilbao | 1          | 3          | 4          |  |  |                 |        |
| Twente              | 1             | 1             | 2             |  |                 | Twente               | 1      | 1      | 2      |  |  |                  |          |          |          |  |  |                 |            |            |            |  |  |                 |        |
| Viktoria Plzeň      | 1             | 1             | 2             |  | Schalke 04      | 0                    | 4      | 4      |        |  |  |                  |          |          |          |  |  |                 |            |            |            |  |  |                 |        |
| Schalke 04 d.p.     | 1             | 3             | 4             |  |                 |                      |        |        |        |  |  | Schalke 04       | 2        | 2        | 4        |  |  |                 |            |            |            |  |  |                 |        |
| Ajax                | 0             | 2             | 2             |  |                 |                      |        |        |        |  |  | Athletic Bilbao  | 4        | 2        | 6        |  |  |                 |            |            |            |  |  |                 |        |
| Manchester United   | 2             | 1             | 3             |  |                 | Manchester United    | 2      | 1      | 3      |  |  |                  |          |          |          |  |  |                 |            |            |            |  |  |                 |        |
| Lokomotiv Moscova   | 2             | 0             | 2             |  | Athletic Bilbao | 3                    | 2      | 5      |        |  |  |                  |          |          |          |  |  |                 |            |            |            |  |  |                 |        |
| Athletic Bilbao (a) | 1             | 1             | 2             |  |                 |                      |        |        |        |  |  |                  |          |          |          |  |  |                 |            |            |            |  |  |                 |        |

## Șaisprezecimi
Turul s-a jucat pe 14 și 16 februarie, iar returul pe 22 și 23 februarie 2012.
| Echipa 1          | Scor gen. | Echipa 2          | Tur | Retur    |
| ----------------- | --------- | ----------------- | --- | -------- |
| Porto             | 1–6       | Manchester City   | 1–2 | 0–4      |
| Ajax              | 2–3       | Manchester United | 0–2 | 2–1      |
| Lokomotiv Moscova | 2–2 (a)   | Athletic Bilbao   | 2–1 | 0–1      |
| Red Bull Salzburg | 1–8       | Metalist Kharkiv  | 0–4 | 1–4      |
| Stoke City        | 0–2       | Valencia          | 0–1 | 0–1      |
| Rubin Kazan       | 0–2       | Olympiacos        | 0–1 | 0–1      |
| AZ                | 2–0       | Anderlecht        | 1–0 | 1–0      |
| Lazio             | 1–4       | Atlético Madrid   | 1–3 | 0–1      |
| Steaua București  | 0–2       | Twente            | 0–1 | 0–1      |
| Viktoria Plzeň    | 2–4       | Schalke 04        | 1–1 | 1–3 d.p. |
| Wisła Kraków      | 1–1 (a)   | Standard Liège    | 1–1 | 0–0      |
| Braga             | 1–2       | Beșiktaș          | 0–2 | 1–0      |
| Udinese           | 3–0       | PAOK              | 0–0 | 3–0      |
| Trabzonspor       | 2–6       | PSV Eindhoven     | 1–2 | 1–4      |
| Hannover 96       | 3–1       | Club Brugge       | 2–1 | 1–0      |
| Legia Varșovia    | 2–3       | Sporting CP       | 2–2 | 0–1      |

### Tur
| Rubin Kazan | 0 – 1   | Olympiacos |
| ----------- | ------- | ---------- |
|             | Cronica | Fuster 72' |

| Braga | 0 – 2   | Beșiktaș            |
| ----- | ------- | ------------------- |
|       | Cronica | Sivok 37' Simão 58' |

| Lokomotiv Moscova                | 2 – 1   | Athletic Bilbao |
| -------------------------------- | ------- | --------------- |
| Glushakov 61' (pen.) Caicedo 71' | Cronica | Muniain 35'     |

| Ajax | 0 – 2   | Manchester United       |
| ---- | ------- | ----------------------- |
|      | Cronica | Young 59' Hernández 85' |

| Red Bull Salzburg | 0 – 4   | Metalist Kharkiv                          |
| ----------------- | ------- | ----------------------------------------- |
|                   | Cronica | Taison 1' Cristaldo 38', 41' Devych 90+2' |

| AZ        | 1 – 0   | Anderlecht |
| --------- | ------- | ---------- |
| Maher 35' | Cronica |            |

| Lazio     | 1 – 3   | Atlético Madrid            |
| --------- | ------- | -------------------------- |
| Klose 19' | Cronica | Adrián 25' Falcao 37', 63' |

| Viktoria Plzeň | 1 – 1   | Schalke 04    |
| -------------- | ------- | ------------- |
| Darida 22'     | Cronica | Huntelaar 75' |

| Legia Varșovia         | 2 – 2   | Sporting CP                  |
| ---------------------- | ------- | ---------------------------- |
| Wawrzyniak 37' Gol 79' | Cronica | Carriço 60' André Santos 88' |

| Porto      | 1 – 2   | Manchester City               |
| ---------- | ------- | ----------------------------- |
| Varela 27' | Cronica | Pereira 55' (o.g.) Agüero 84' |

| Stoke City | 0 – 1   | Valencia  |
| ---------- | ------- | --------- |
|            | Cronica | Topal 36' |

| Steaua București | 0 – 1   | Twente   |
| ---------------- | ------- | -------- |
|                  | Cronica | John 53' |

| Wisła Kraków | 1 – 1   | Standard Liège    |
| ------------ | ------- | ----------------- |
| Genkov 88'   | Cronica | Cyriac 27' (pen.) |

| Udinese | 0 – 0   | PAOK |
| ------- | ------- | ---- |
|         | Cronica |      |

| Trabzonspor | 1 – 2   | PSV Eindhoven          |
| ----------- | ------- | ---------------------- |
| Adın 33'    | Cronica | Matavž 6' Toivonen 12' |

| Hannover 96                        | 2 – 1   | Club Brugge   |
| ---------------------------------- | ------- | ------------- |
| Sobiech 73' Schlaudraff 81' (pen.) | Cronica | Lestienne 51' |

Note
- Nota 1: Rubin Kazan a jucat meciul de acasă pe Stadionul Luzhniki, Moscova deoarece terenul de pe Stadionul Central era impracticabil din cauza temperaturilor scăzute.[20]

- Nota 2: Lokomotiv Moscova a jucat meciul de acasă pe Stadionul Luzhniki, Moscova deoarece terenul de pe Stadionul Lokomotiv era impracticabil din cauza temperaturilor scăzute.[21]

### Retur
| Manchester City                           | 4 – 0   | Porto |
| ----------------------------------------- | ------- | ----- |
| Agüero 1' Džeko 76' Silva 84' Pizarro 86' | Cronica |       |

Manchester City a câștigat cu 6–1 la general.
| Athletic Bilbao | 1 – 0   | Lokomotiv Moscova |
| --------------- | ------- | ----------------- |
| Muniain 62'     | Cronica |                   |

2–2 la general. Athletic Bilbao a câștigat datorită golurilor marcate în deplasare.
| Valencia  | 1 – 0   | Stoke City |
| --------- | ------- | ---------- |
| Jonas 24' | Cronica |            |

Valencia a câștigat cu 2–0 la general.
| Twente     | 1 – 0   | Steaua București |
| ---------- | ------- | ---------------- |
| Chadli 29' | Cronica |                  |

Twente a câștigat cu 2–0 aggregate.
| Standard Liège | 0 – 0   | Wisła Kraków |
| -------------- | ------- | ------------ |
|                | Cronica |              |

1–1 la general. Standard Liège a câștigat datorită golurilor marcate în deplasare.
| PAOK | 0 – 3   | Udinese                                       |
| ---- | ------- | --------------------------------------------- |
|      | Cronica | Danilo 6' Floro Flores 15' Domizzi 51' (pen.) |

Udinese a câștigat cu 3–0 la general.
| PSV Eindhoven                                    | 4 – 1   | Trabzonspor |
| ------------------------------------------------ | ------- | ----------- |
| Mertens 15' (pen.) Matavž 31', 53' Strootman 38' | Cronica | Yılmaz 43'  |

PSV Eindhoven a câștigat cu 6–2 la general.
| Club Brugge | 0 – 1   | Hannover 96 |
| ----------- | ------- | ----------- |
|             | Cronica | Diouf 21'   |

Hannover 96 a câștigat cu 3–1 la general.
| Manchester United | 1 – 2   | Ajax                         |
| ----------------- | ------- | ---------------------------- |
| Hernández 6'      | Cronica | Özbiliz 37' Alderweireld 87' |

Manchester United a câștigat cu 3–2 la general.
| Metalist Kharkiv                                           | 4 – 1   | Red Bull Salzburg |
| ---------------------------------------------------------- | ------- | ----------------- |
| Hinteregger 28' (o.g.) Cristaldo 62' Blanco 63' Marlos 87' | Cronica | Jantscher 56'     |

Metalist Kharkiv a câștigat cu 8–1 la general.
| Olympiacos   | 1 – 0   | Rubin Kazan |
| ------------ | ------- | ----------- |
| Djebbour 14' | Cronica |             |

Olympiacos a câștigat cu 2–0 la general.
| Anderlecht | 0 – 1   | AZ          |
| ---------- | ------- | ----------- |
|            | Cronica | Martens 54' |

AZ a câștigat cu 2–0 la general.
| Atlético Madrid | 1 – 0   | Lazio |
| --------------- | ------- | ----- |
| Godín 48'       | Cronica |       |

Atlético Madrid a câștigat cu 4–1 la general.
| Schalke 04                 | 3 – 1 (d.p.) | Viktoria Plzeň |
| -------------------------- | ------------ | -------------- |
| Huntelaar 8', 106', 120+1' | Cronica      | Rajtoral 88'   |

Schalke 04 a câștigat cu 4–2 la general.
| Beșiktaș | 0 – 1   | Braga    |
| -------- | ------- | -------- |
|          | Cronica | Lima 25' |

Beșiktaș a câștigat cu 2–1 la general.
| Sporting CP   | 1 – 0   | Legia Varșovia |
| ------------- | ------- | -------------- |
| Fernández 84' | Cronica |                |

Sporting CP a câștigat cu 3–2 la general.

## Optimi
Tururl s-a jucat pe 8 martie, iar returul pe 15 martie 2012.
| Echipa 1          | Scor gen. | Echipa 2        | Tur | Retur |
| ----------------- | --------- | --------------- | --- | ----- |
| Metalist Kharkiv  | 2–2 (a)   | Olympiacos      | 0–1 | 2–1   |
| Sporting CP       | 3–3 (a)   | Manchester City | 1–0 | 2–3   |
| Twente            | 2–4       | Schalke 04      | 1–0 | 1–4   |
| Standard Liège    | 2–6       | Hannover 96     | 2–2 | 0–4   |
| Valencia          | 5–3       | PSV Eindhoven   | 4–2 | 1–1   |
| AZ                | 3–2       | Udinese         | 2–0 | 1–2   |
| Atlético Madrid   | 6–1       | Beșiktaș        | 3–1 | 3–0   |
| Manchester United | 3–5       | Athletic Bilbao | 2–3 | 1–2   |

### Tur
| Metalist Kharkiv | 0 – 1   | Olympiacos |
| ---------------- | ------- | ---------- |
|                  | Cronica | Fuster 50' |

| Sporting CP | 1 – 0   | Manchester City |
| ----------- | ------- | --------------- |
| Xandão 51'  | Cronica |                 |

| Twente             | 1 – 0   | Schalke 04 |
| ------------------ | ------- | ---------- |
| De Jong 61' (pen.) | Cronica |            |

| Atlético Madrid            | 3 – 1   | Beșiktaș  |
| -------------------------- | ------- | --------- |
| Salvio 24', 27' Adrián 37' | Cronica | Simão 53' |

| Standard Liège        | 2 – 2   | Hannover 96                 |
| --------------------- | ------- | --------------------------- |
| Buyens 27' Tchité 30' | Cronica | Stindl 22' (pen.) Diouf 56' |

| Valencia                                    | 4 – 2   | PSV Eindhoven                     |
| ------------------------------------------- | ------- | --------------------------------- |
| Ruiz 11' Soldado 13', 43' (pen.) Piatti 56' | Cronica | Toivonen 83' (pen.) Wijnaldum 90' |

| AZ                         | 2 – 0   | Udinese |
| -------------------------- | ------- | ------- |
| Martens 63' Falkenburg 84' | Cronica |         |

| Manchester United        | 2 – 3   | Athletic Bilbao                        |
| ------------------------ | ------- | -------------------------------------- |
| Rooney 22', 90+2' (pen.) | Cronica | Llorente 44' de Marcos 72' Muniain 90' |

### Retur
| Hannover 96                                           | 4 – 0   | Standard Liège |
| ----------------------------------------------------- | ------- | -------------- |
| Abdellaoue 4' Kanu 21' (o.g.), 73' (o.g.) Pinto 90+3' | Cronica |                |

Hannover 96 a câștigat cu 6–2 la general.
| PSV Eindhoven | 1 – 1   | Valencia |
| ------------- | ------- | -------- |
| Toivonen 64'  | Cronica | Rami 47' |

Valencia a câștigat cu 5–3 la general.
| Udinese                  | 2 – 1   | AZ             |
| ------------------------ | ------- | -------------- |
| Di Natale 3' (pen.), 15' | Cronica | Falkenburg 31' |

AZ a câștigat cu 3–2 la general.
| Athletic Bilbao            | 2 – 1   | Manchester United |
| -------------------------- | ------- | ----------------- |
| Llorente 23' de Marcos 66' | Cronica | Rooney 80'        |

Athletic Bilbao a câștigat cu 5–3 la general.
| Olympiacos  | 1 – 2   | Metalist Kharkiv        |
| ----------- | ------- | ----------------------- |
| Marcano 15' | Cronica | Villagra 81' Devych 86' |

2–2 la general. Metalist Kharkiv a câștigat datorită golurilor marcate în deplasare.
| Manchester City                      | 3 – 2   | Sporting CP                       |
| ------------------------------------ | ------- | --------------------------------- |
| Agüero 60', 83' Balotelli 75' (pen.) | Cronica | Fernández 33' Van Wolfswinkel 40' |

3–3 la general. Sporting CP a câștigat datorită golurilor marcate în deplasare.
| Schalke 04                               | 4 – 1   | Twente      |
| ---------------------------------------- | ------- | ----------- |
| Huntelaar 29', 57' (pen.), 81' Jones 71' | Cronica | Janssen 14' |

Schalke 04 a câștigat cu 4–2 la general.
| Beșiktaș | 0 – 3   | Atlético Madrid                    |
| -------- | ------- | ---------------------------------- |
|          | Cronica | Adrián 26' Falcao 83' Salvio 90+4' |

Atlético Madrid a câștigat cu 6–1 la general.

## Sferturi
Turul s-a jucat pe 29 martie, iar returul 5 aprilie 2012.
| Echipa 1        | Scor gen. | Echipa 2         | Tur | Retur |
| --------------- | --------- | ---------------- | --- | ----- |
| AZ              | 2–5       | Valencia         | 2–1 | 0–4   |
| Schalke 04      | 4–6       | Athletic Bilbao  | 2–4 | 2–2   |
| Sporting CP     | 3–2       | Metalist Kharkiv | 2–1 | 1–1   |
| Atlético Madrid | 4–2       | Hannover 96      | 2–1 | 2–1   |

### Tur
| AZ                       | 2 – 1   | Valencia  |
| ------------------------ | ------- | --------- |
| Holman 45+1' Martens 79' | Cronica | Topal 52' |

| Schalke 04    | 2 – 4   | Athletic Bilbao                               |
| ------------- | ------- | --------------------------------------------- |
| Raúl 22', 60' | Cronica | Llorente 20', 73' de Marcos 81' Muniain 90+3' |

| Sporting CP            | 2 – 1   | Metalist Kharkiv    |
| ---------------------- | ------- | ------------------- |
| Izmailov 51' Insúa 64' | Cronica | Xavier 90+1' (pen.) |

| Atlético Madrid      | 2 – 1   | Hannover 96 |
| -------------------- | ------- | ----------- |
| Falcao 9' Salvio 89' | Cronica | Diouf 38'   |

### Retur
| Valencia                             | 4 – 0   | AZ |
| ------------------------------------ | ------- | -- |
| Rami 15', 17' Alba 56' Hernández 80' | Cronica |    |

Valencia a câștigat cu 5–2 la general.
| Athletic Bilbao       | 2 – 2   | Schalke 04             |
| --------------------- | ------- | ---------------------- |
| Gómez 41' Susaeta 55' | Cronica | Huntelaar 29' Raúl 52' |

Athletic Bilbao a câștigat cu 6–4 la general.
| Metalist Kharkiv | 1 – 1   | Sporting CP         |
| ---------------- | ------- | ------------------- |
| Cristaldo 57'    | Cronica | Van Wolfswinkel 44' |

Sporting CP a câștigat cu 3–2 la general.
| Hannover 96 | 1 – 2   | Atlético Madrid       |
| ----------- | ------- | --------------------- |
| Diouf 81'   | Cronica | Adrián 63' Falcao 87' |

Atlético Madrid a câștigat cu 4–2 la general.

## Semifinale
Turul s-a jucat pe 19 aprilie, iar returul pe 26 aprilie 2012.
| Echipa #1       | Total | Echipa #2       | Tur | Retur |
| --------------- | ----- | --------------- | --- | ----- |
| Atlético Madrid | 5–2   | Valencia        | 4–2 | 1–0   |
| Sporting CP     | 3–4   | Athletic Bilbao | 2–1 | 1–3   |

### Tur
| Atlético Madrid                        | 4 – 2   | Valencia                        |
| -------------------------------------- | ------- | ------------------------------- |
| Falcao 18', 78' Miranda 49' Adrián 54' | Cronica | Jonas 45+3' Ricardo Costa 90+4' |

| Sporting CP         | 2 – 1   | Athletic Bilbao |
| ------------------- | ------- | --------------- |
| Insúa 76' Capel 80' | Cronica | Aurtenetxe 54'  |

### Retur
| Valencia | 0 – 1   | Atlético Madrid |
| -------- | ------- | --------------- |
|          | Cronica | Adrián 60'      |

Atlético Madrid a câștigat cu 5–2 la general.
| Athletic Bilbao                      | 3 – 1   | Sporting CP         |
| ------------------------------------ | ------- | ------------------- |
| Susaeta 17' Gómez 45+1' Llorente 88' | Cronica | Van Wolfswinkel 44' |

Athletic Bilbao a câștigat cu 4–3 la general.

## Finala
Finala UEFA Europa League 2012 s-a jucat la 9 mai 2012 pe Arena Națională din București, România.
| Atlético Madrid          | 3 – 0   | Athletic Bilbao |
| ------------------------ | ------- | --------------- |
| Falcao 7', 34' Diego 85' | Cronica |                 |